# ステファン・オーベル
ステファン・オーベル（Stefan Auber, 1903年 - 1986年）はオーストリア・ウィーン出身のチェリスト。
幼少時からチェリストだった父親から手ほどきを受け、後にライプツィヒ音楽院でユリウス・クレンゲルに師事。1939年にアメリカに渡り、コーリッシュ弦楽四重奏団のチェリストを3年間務めた。1941年からはピッツバーグ交響楽団の首席チェリストに就任した。1986年、ニューヨークで没。